# Ganyra howarthi
Ganyra howarthi es una mariposa de la familia Pieridae.

## Descripción
El margen costal del ala anterior es convexo, ápice ligeramente redondo. Margen externo, curvo, torno redondo y margen anal casi recto. Las alas anteriores como las posteriores son de color blanco brillante. En célula discal presenta una mancha redondo de color negro. Escamas negras en la región posdiscal entre las venas Cu1 y M1. Presenta manchas triangulares con escamas negras en el área de las venas en la región marginal. Las alas posteriores como se menciona arriba son del mismo color que las anteriores blanco totalmente. Las antenas, son de color blanco con escamas negras. Cabeza, tórax y abdomen son de color blanco. Ventralmente las alas anteriores y posteriores son de color blanco. En las alas anteriores en el margen costal se observa un ligeramnte sombreado, en la célula discal, presenta una mancha redonda de color negro. En el área postdiscal entre las venas M2, M3 y Cu1 tres manchas oscuras de color negro, y otra mancha con escamas del mismo color entre la vena Cu2 y A2. Las alas posteriores presenta otras manchas pequeñas: una en el área de la célula discal, otra por área postdiscal entre las venas M2 y M3 y Cu1. Las antenas, cabeza tórax y abdomen son de color blanco.

## Distribución y hábitat
Noroeste de México: Sinaloa, Sonora, Baja California, Baja California Sur.
Área norte de isla San Juan, golfo de California, bahía San Marte, arroyo San Miguel, Palmarito. La vegetación que predomina es el matorral inerte o parvifolio, en el sur de Baja California norte y sur, selva baja espinosa caducifolia.

## Estado de conservación
No está enlistada en la NOM-059, ni tampoco evaluada por la UICN. 